# Khujo
Khujo Goodie es un rapero estadounidense, miembro de Goodie MOb y Dungeon Family. Forma parte del grupo Goodie MOb junto a Cee-Lo, T-Mo y Big Gipp. A causa de un accidente de tráfico, tuvieron que amputarle una pierna.

## Discografía
Con Goodie Mob
Soul Food
Still Standing
World Party
Con The Lumberjacks
Livin' Life As Lumberjacks
Solo
The Man Not The Dawg